# Lijst van oorlogsmonumenten in Landgraaf
De Nederlandse gemeente Landgraaf heeft verschillende oorlogsmonumenten. Hieronder een overzicht.
| Nr.                             | Object                                  | Herdachte groep | Ontwerper                                           | Onthulling        | Type            | Locatie                                | Plaats                | Coördinaten                   | Foto              |
| ------------------------------- | --------------------------------------- | --- | --------------------------------------------------- | ----------------- | --------------- | -------------------------------------- | --------------------- | ----------------------------- | ----------------- |
| 474                             | Sint-Jozefkapel                         | militairen in dienst van het Ned. Kon. 1940-1945, burgerslachtoffers, vervolgden Nederland, verzet Nederland, overig, geallieerde militairen | Ir. Horst Buchow (kapel), Gène Wierst (beeld)       | 1 juni 1951       | kapel           | Lindegracht /Steenenbergerweg, 6374 LN | Landgraaf             | 50° 54' 54" NB, 6° 4' 51" OL  | Meer afbeeldingen |
| 714                             | Het Grote Offer                         | burgerslachtoffers | Jean Weerts (beeld), ir. A.H.J. Swinkels (voetstuk) | 30 april 1954     | beeld/sculptuur | Beuteweg, 6373 LK                      | Nieuwenhagen          | 50° 54' 26" NB, 6° 2' 4" OL   |                   |
| 2136                            | Oorlogsmonument                         | algemeen, burgerslachtoffers | Renaldus Rats                                       | 7 mei 1950        | beeld/sculptuur | Hoofdstraat, 6372 CN                   | Schaesberg            | 50° 53' 23" NB, 6° 0' 53" OL  | Meer afbeeldingen |
| 2137                            | Joods monument voor de familie Knieberg | vervolgden Nederland | Hein Steinen (zuil), P. Gerards (plaquette)         | 19 september 1990 | zuil            | Knieberglaan, 6373 XT                  | Nieuwenhagen          | 50° 54' 9" NB, 6° 2' 40" OL   |                   |
| Dit oorlogsmonument op Wikidata | Oorlogsmonument Leenhof                 | burgerslachtoffers |                                                     |                   |                 | Heerlenseweg                           | Leenhof               | 50° 53' 35" NB, 5° 59' 59" OL | Meer afbeeldingen |
| Dit oorlogsmonument op Wikidata | Stolpersteine                           | vervolgden Nederland | Gunter Demnig                                       |                   | reliëf          | Zie Stolpersteine in Landgraaf         | Nieuwenhagen, Rimburg |                               |                   |

Beek ·
Beekdaelen ·
Beesel ·
Bergen ·
Brunssum ·
Echt-Susteren ·
Eijsden-Margraten ·
Gennep ·
Gulpen-Wittem ·
Heerlen ·
Horst aan de Maas ·
Kerkrade ·
Landgraaf ·
Leudal ·
Maasgouw ·
Maastricht ·
Meerssen ·
Mook en Middelaar ·
Nederweert ·
Peel en Maas ·
Roerdalen ·
Roermond ·
Simpelveld ·
Sittard-Geleen ·
Stein ·
Vaals ·
Valkenburg aan de Geul ·
Venlo ·
Venray ·
Voerendaal ·
Weert